# Melitaea nominoe
Melitaea nominoe är en fjärilsart som beskrevs av Charles Oberthür 1900. Melitaea nominoe ingår i släktet Melitaea och familjen praktfjärilar. Inga underarter finns listade i Catalogue of Life.